# Тимъти Хътън
Тимъти Търкин Хътън (на английски: Timothy Tarquin Hutton) е американски актьор и режисьор.  Носител е на „Оскар“ и две награди „Златен глобус“, номиниран е за БАФТА и четири награди „Сатурн“. Той е най-младият носител на „Оскар за най-добра поддържаща мъжка роля“ за изпълнението си във филма „Обикновени хора“. Други известни филми с негово участие са „Леденият човек“, „Дъщерята на генерала“, „Таен прозорец“, „Добрият пастир“, „Писател в сянка“, сериалите „Отвлечен“, „Честни измамници“ и други.

## Биография
Тимъти Хътън е роден на 16 август 1960 г. в Малибу, Калифорния, САЩ. Баща му Джим Хътън е актьор, майка му Мерилин е библиотекарка и книгоиздател, има и по-възрастна сестра на име Хейди. Когато е на три години родителите му се развеждат, след което той и сестра му са отгледани от майка им в Масачузетс, Кънектикът и Бъркли, Калифорния. В Бъркли прави театралния си дебют в училищна постановка.
На 15 години се премества да живее при баща си в Южна Калифорния. Тимъти учи в гимназията „Феърфакс“ в Лос Анджелис и след като играе в училищната пиеса „Момчета и кукли“, решава че иска да стане актьор. Окуражаван и от двамата си родители, започва да гради актьорска кариера в телевизията.
През 1986 г. се жени за актрисата Дебра Уингър, те имат един син на име Ноа. Дебра и Тимъти се развеждат четири години по-късно. През 2000 г. сключва брак с художничката Аврора Жискар д'Естен – племенница на бившия френски президент Валери Жискар д'Естен. Двамата имат един син на име Майло.

### Кариера
Първата роля на Хътън е през 1965 г. във филма „Never Too Late“, в който участва и баща му. Професионалната му кариера започва през 1978 г. с участие в няколко телевизионни филма – „Zuma Beach“ (1978), „Friendly Fire“ (1979) на телевизия ABC, „Young Love, First Love“ (1979) на телевизия CBS и „The Oldest Living Graduate“ (1980).
През 1980 г., взима участие в първия си пълнометражен филм – „Обикновени хора“, режисиран от Робърт Редфорд и с участието на Доналд Съдърланд и Мери Тайлър Мур. За играта си печели „Оскар“ и „Златен глобус“ в категория „най-добър актьор в поддържаща роля“, също така е номиниран за награда на БАФТА. Веднага след големия си успех, участва в прочутия през 1981 г. тв филм на ABC – „A Long Way Home“, с участието на Бренда Вакаро и Розана Аркет.
В следващия си филм „Кадети“ (1981), играе редом до звездите Шон Пен, Том Круз и Джордж Скот. Филмът се радва на сравнително добри отзиви от критиката. През следващите няколко години, филмите в които участва „Леденият човек“, „Daniel“, „Гражданинът 182“, „Made in Heaven“ и „Q & A“, се представят доста вяло в боксофиса. Единственото му по-значително попадение е през 1985 г. в „Сокола и снежния човек“, в който си партнира отново с Шон Пен.
През 1989 г. Хътън прави дебюта си на Бродуей, партнирайки на Елизабет Макгавърн в постановката на А.Р. Гърни – „Любовни писма“. Следващата му театрална роля е в хитовата бродуейска комедия на Крейг Лукас – „Прелюдия към една целувка“, в която участват още Мери-Луис Паркър и Бърнард Хюс.
През 1986 г. режисира епизод от сериала „Amazing Stories“. През 1998 г. е режисьор на семейната драма „Digging to China“ с участието на Кевин Бейкън и Евън Рейчъл Уд. През 2001 – 2002 г. участва като Арчи Гудуин в сериала „A Nero Wolfe Mystery“, в който същевременно е продуцент и режисьор на няколко епизода. През 2001 г., Хътън се снима в телевизионния минисериал „WW3“, а през 2006 г. има водеща роля в друг сериал на NBC – „Отвлечен“, в който играе Конрад Кейн, богат баща на отвлечен тийнейджър.
От 2006 до 2008 г. се появява в още 15 игрални филми, между които „Добрият пастир“, „Последният гост от бъдещето“, „Азбучният убиец“, „Писател в сянка“ и други. От 2008 до 2012 г. се снима в телевизионния сериал „Честни измамници“, в който играе ролята на бившия застрахователен следовател Нейтън Форд, който води група от крадци, които действат като съвременни последователи на Робин Худ. За ролята си в сериала е номиниран за четири награди „Сатурн“ в категория „най-добър телевизионен актьор“.

### Любопитни факти
- Хътън е един от собствениците на нюйоркския бар и ресторант „P. J. Clarke's“.[13]
- Член е на Свободната масонска ложа на Ню Йорк от 2005 г.[14]
- В миналото си е имал краткотрайна връзка с актрисата Анджелина Джоли.[15]
- На 20 години става най-младият носител на „Оскар за най-добра поддържаща мъжка роля“ за изпълнението си във филма „Обикновени хора“.[3]

## Избрана филмография
| година | филм                        | оригинално заглавие               | роля              | режисьор       | бележки |
| ------ | --------------------------- | --------------------------------- | ----------------- | -------------- | ------- |
| 1980   | Обикновени хора             | Ordinary People                   | Конрад            | Робърт Редфорд |         |
| 1981   | Кадети                      | Taps                              | Брайън Морланд    | Харолд Бекер   |         |
| 1983   |                             | Daniel                            | Даниъл Айзъксън   |                |         |
| 1984   | Леденият човек              | Iceman                            | д-р Стенли Шепард |                |         |
| 1985   | Сокола и снежния човек      | The Falcon and the Snowman        | Кристофър Бойс    |                |         |
| 1985   | Гражданинът 182             | Turk 182!                         | Джими Линч        |                |         |
| 1987   |                             | Made in Heaven                    | Майк / Елмо       |                |         |
| 1988   |                             | A Time of Destiny                 | Джак              |                |         |
| 1988   |                             | Everybody's All-American          | Дони „Кейк“       |                |         |
| 1989   |                             | Torrents of Spring                | Димитри Санин     |                |         |
| 1990   |                             | Q & A                             | Ал Рейли          |                |         |
| 1993   |                             | The Temp                          | Питър Дърнс       |                |         |
| 1993   | Тъмната половина            | The Dark Half                     | Тед Бюмонт        |                |         |
| 1995   | Френска целувка             | French Kiss                       | Чарли             |                |         |
| 1995   |                             | The Last Word                     | Мартин Райън      |                |         |
| 1996   | Красиви момичета            | Beautiful Girls                   | Уили Конуей       |                |         |
| 1996   |                             | The Substance of Fire             | Мартин Гелдхарт   |                |         |
| 1997   |                             | City of Industry                  | Лий Иган          |                |         |
| 1997   | В ролята на Бог             | Playing God                       | Реймънд Блосъм    |                |         |
| 1999   | Дъщерята на генерала        | The General's Daughter            | Уилям Кент        |                |         |
| 1999   |                             | Deterrence                        | Маршал Томпсън    |                |         |
| 2000   |                             | Just One Night                    | Айзък Алдър       |                |         |
| 2002   | Слънчевият щат              | Sunshine State                    | Джак              |                |         |
| 2004   | Таен прозорец               | Secret Window                     | Тед Милнър        | Дейвид Кеп     |         |
| 2004   | Кинси                       | Kinsey                            | Пол Гебхард       | Бил Кондън     |         |
| 2005   |                             | Turning Green                     | Бил               |                |         |
| 2006   | Последна ваканция           | Last Holiday                      | Матю Крейгън      |                |         |
| 2006   | Стефани Дейли               | Stephanie Daley                   | Пол Крейн         |                |         |
| 2006   |                             | The Kovak Box                     | Дейвид Нортън     |                |         |
| 2006   |                             | Heavens Fall                      | Самюъл Лейбовиц   |                |         |
| 2006   |                             | Off the Black                     | мистър Тибел      |                |         |
| 2006   | Добрият пастир              | The Good Shepherd                 | Томас Уилсън      |                |         |
| 2007   | Последният гост от бъдещето | The Last Mimzy                    | Дейвид Уайлдър    |                |         |
| 2007   |                             | When a Man Falls in the Forest    | Гари Фийлдс       |                |         |
| 2008   |                             | Reflections                       | Том               |                |         |
| 2008   |                             | Lymelife                          | Чарли Браг        |                |         |
| 2008   | Азбучният убиец             | The Alphabet Killer               | Ричард Ледж       |                |         |
| 2009   |                             | The Killing Room                  | Кроуфърд Хайнс    |                |         |
| 2009   |                             | Brief Interviews with Hideous Men | проф. Адамс / №30 |                |         |
| 2009   | Сериозни на лунна светлина  | Serious Moonlight                 | Иън               |                |         |
| 2009   |                             | Broken Hill                       | Джордж Макалпин   |                |         |
| 2010   | Писател в сянка             | The Ghost Writer                  | Сидни Крол        | Роман Полански |         |
| 2010   |                             | Multiple Sarcasms                 | Гейбриъл          |                |         |
| 2013   |                             | Louder Than Words                 | Брус              |                |         |

### Телевизия
| Година      | Заглавие на български      | Оригинално заглавие                      | Роля                    | Режисьор           | Бележки |
| ----------- | -------------------------- | ---------------------------------------- | ----------------------- | ------------------ | ------- |
| 1978        |                            | Zuma Beach                               | Арт                     | телевизионен филм  |         |
| 1979        |                            | Friendly Fire                            | Джон                    | телевизионен филм  |         |
| 1979        |                            | The Best Place to Be                     | Томи Калахан            | телевизионен филм  |         |
| 1979        |                            | And Baby Makes Six                       | Джейсън Креймър         | телевизионен филм  |         |
| 1979        |                            | Young Love, First Love                   | Дерек Клейтън           | телевизионен филм  |         |
| 1980        |                            | The Oldest Living Graduate               |                         | телевизионен филм  |         |
| 1980        |                            | Father Figure                            | Джим                    | телевизионен филм  |         |
| 1981        |                            | A Long Way Home                          | Доналд Бранч Бут        | телевизионен филм  |         |
| 1992        |                            | Strangers                                | Том                     | телевизионен филм  |         |
| 1993        | „Зелда“                    | Zelda                                    | Франсис Скот Фицджералд | телевизионен филм  |         |
| 1996        |                            | Mr. and Mrs. Loving                      | Ричард Ловинг           | телевизионен филм  |         |
| 1997        |                            | Dead by Midnight                         | Джон Ларкин / Сам Елис  | телевизионен филм  |         |
| 1998        | „Олдрич Еймс: Двоен агент“ | Aldrich Ames: Traitor Within             | Олдрич Еймс             | телевизионен филм  |         |
| 1998        |                            | Vig                                      | Франки                  | телевизионен филм  |         |
| 2000        |                            | The Golden Spiders: A Nero Wolfe Mystery | Арчи Гудуин             | телевизионен филм  |         |
| 2000        |                            | Deliberate Intent                        | Род Смола               | телевизионен филм  |         |
| 2001        |                            | WW 3                                     | Лари Съливан            | телевизионен филм  |         |
| 2001 – 2002 |                            | A Nero Wolfe Mystery                     | Арчи Гудуин             | сериал, 27 епизода |         |
| 2004        |                            | 5ive Days to Midnight                    | Джей Ти Нюмейър         | минисериал         |         |
| 2006        |                            | Avenger                                  | Франк Макбрайд          | телевизионен филм  |         |
| 2006 – 2007 | „Отвлечен“                 | Kidnapped                                | Конрад Кейн             | сериал, 13 епизода |         |
| 2008 – 2012 | „Честни измамници“         | Leverage                                 | Нейтън Форд             | сериал, 77 епизода |         |